# Gilbert de Clare, 4. Earl of Gloucester

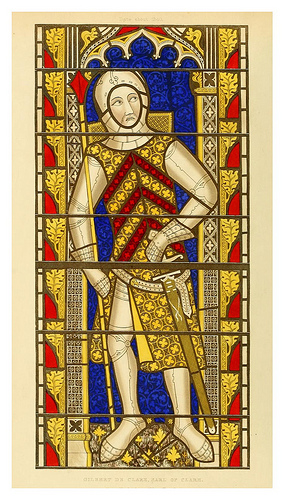
Gilbert de Clare, dargestellt auf einem Buntglasfenster der Tewkesbury Abbey.

Gilbert de Clare, 4. Earl of Gloucester und 4. Earl of Hertford (* um 1180; † 25. Oktober 1230 in Penrose in der Bretagne), war ein englischer Magnat. 

## Leben

### Rebell gegen den König während des Kriegs der Barone
Gilbert de Clare entstammte der anglonormannischen Familie Clare. Er war der älteste Sohn von Richard de Clare, 3. Earl of Hertford, und von Amicia, der zweiten Tochter von William FitzRobert, 2. Earl of Gloucester. Er unterstützte 1215 aktiv die Rebellion der Barone gegen König Johann Ohneland und gehörte zusammen mit seinem Vater zu jenen fünfundzwanzig Baronen, die nach den Bestimmungen der Magna Carta die Einhaltung der Vereinbarungen überwachen sollten. Nachdem es trotz der Anerkennung der Magna Carta zum Krieg der Barone gegen den König kam, kämpfte Gilbert trotz Androhung der Exkommunikation durch Papst Innozenz III. auf der Seite der Barone. Im Dezember 1215 wurde er exkommuniziert, im März 1216 erklärte König Johann seinen Vater und ihn für enteignet. Auch nach dem Tod von König Johann im Oktober 1216 unterstützte er weiter den französischen Prinzen Ludwig, der mit Unterstützung einer Gruppe der englischen Barone den englischen Thron beanspruchte. Sein Schwiegervater, der Regent William Marshal versuchte im März 1217 vergeblich, seinen Vater und ihn auf die Seite des neuen Königs Heinrich III. zu ziehen. Am 20. Mai 1217 wurde Gilbert in der Schlacht von Lincoln durch William Marshal gefangen genommen. Erst nach dieser Niederlage wechselte er auf die Seite der Unterstützer des Königs, und im Juli 1217 erreichte er durch Verhandlungen mit William Marshal in Gloucester, dass er und sein Vater für die Unterstützung von Prinz Ludwig nicht bestraft würden. Er wurde allerdings erst nach dem Frieden von Lambeth, der den Krieg der Barone 1217 beendete, freigelassen. Kurz darauf wurden ihm im September 1217 seine beschlagnahmten Güter erstattet. Neben seiner Verwandtschaft mit William Marshal, der nicht nur sein Schwiegervater, sondern auch ein Cousin seines Vaters war, war sicher das hohe Alter seines Vaters sowie die Aussicht auf das Erbe seiner Tante Isabel von Gloucester ausschlaggebend für seine Versöhnung mit dem König. Diese Aussichten auf zwei reiche Erbschaften wollte er nicht durch seine Gegnerschaft zum König gefährden. Isabel von Gloucester starb tatsächlich im Oktober 1217, so dass Gilbert der Erbe der umfangreichen Besitzungen seines Großvaters William FitzRobert, 2. Earl of Gloucester in Wales und in den Welsh Marches wurde. Nur wenige Wochen später starb sein Vater, so dass er auch die umfangreichen Besitzungen seiner Familie und den Titel Earl of Hertford erbte. Dazu erhielt er den Titel Earl of Gloucester, den seine Tante Isabel suo jure geführt hatte. Damit war er zu einem der mächtigsten und reichsten englischen Magnaten aufgestiegen. Im Januar 1218 gehörte er zu den Baronen, die für die gute Behandlung der aus königlicher Gefangenschaft entlassenen Kinder von William de Braose verantwortlich war. 1224 unterstützte er den König im Kampf gegen den rebellierenden Falkes de Bréauté, und 1225 bezeugte er die erneute Anerkennung der Magna Carta durch den König.

### Teilnahme an Kämpfen in Wales
Gilberts Hauptaugenmerk lag in den nächsten Jahren jedoch in der Sicherung und im Ausbau seiner walisischen Besitzungen. In seiner Herrschaft Glamorgan war das bergige Hinterland noch in den Händen von halbautonomen walisischen Lords wie Morgan Gam von Afan. Dieser und andere walisische Lords hatten sich mit Llywelyn ab Iorwerth, den Fürsten von Gwynedd, verbündet und überfielen mehrfach Margam Abbey und Newcastle Castle, auf die sie Ansprüche erhoben. Gilbert erneuerte dagegen die Schutzherrschaft der Earls of Gloucester über Margam Abbey und ging mehrfach, teils zusammen mit seinem Schwager William Marshal dem Jüngeren gegen die Waliser vor. 1228 nahm er am Feldzug von König Heinrich III. nach Ceri teil, und bis Oktober des Jahres führte er anschließend einen eigenen Feldzug gegen Afan, bei dem Morgan Gam gefangen nehmen konnte. Er ließ Morgan Gam vermutlich im ostenglischen Clare Castle inhaftieren, doch dessen Cousin Hywel ap Maredudd von Meisgyn übernahm nun die Führung der Waliser von Glamorgan und setzte den Widerstand gegen den Earl of Gloucester fort.

### Gefolgsmann des Königs und Tod
1227 gehörte Gilbert zusammen mit weiteren Baronen wie William de Forz zu einer englischen Gesandtschaft, die den römischen Kaiser Friedrich II. in Antwerpen aufsuchte. 1230 begleitete er den König bei dessen Feldzug in die Bretagne, um dort die Rebellion französischer Adliger um Peter Mauclerc gegen die Regentin Blanka von Kastilien zu unterstützen. Dieses Unternehmen endete jedoch mit der militärischen Niederlage der Rebellen gegen den noch jungen König Ludwig IX. von Frankreich. Die englischen Truppen waren in keine größeren Kampfhandlungen verwickelt, dennoch starb Gilbert kurz vor seiner geplanten Abreise in der Bretagne. Sein Leichnam wurde nach Plymouth gebracht und schließlich in der Tewkesbury Abbey beigesetzt.

## Familie und Nachkommen
1214 hatte Gilbert Isabel Marshal († 1240), eine Tochter von William Marshal, 1. Earl of Pembroke, geheiratet. Mit ihr hatte er mindestens sechs Kinder, darunter: 
- Amicia de Clare (* 27. Mai 1220; † Januar 1284), ⚭ Baldwin de Redvers, 6. Earl of Devon († 1245)
- Richard de Clare (* 4. August 1222; † 15. Juli 1262), 5. Earl of Hertford und 2. Earl of Gloucester
- Isabel de Clare (* 2. November 1226; † nach 10. Juli 1264) ⚭ Robert de Brus, Lord of Annandale
- William de Clare (* 18. Mai 1228; † Juli 1258)
- Gilbert de Clare (* 12. September 1229; † nach 1244), Geistlicher

Sein Erbe wurde sein ältester Sohn Richard de Clare. Da dieser jedoch beim Tod seines Vaters erst acht Jahre alt war, übertrug der König zunächst dem Justiziar Hubert de Burgh die Verwaltung seiner Besitzungen und ernannte ihn zum Vormund des jungen Erben. Gilberts Witwe Isabel heiratete 1231 Richard of Cornwall, den Bruder des Königs und späteren römisch-deutschen König.